# Gimnastică la Jocurile Olimpice de vară din 1896
La Jocurile Olimpice de vară din 1896, pe stadionul Panathinaiko s-au desfășurat opt probe de gimnastică, toate pentru bărbați. Acestea au fost organizate și pregătite de Subcomisia pentru Lupte și Gimnastică. Evenimentele au avut loc pe 9, 10 și 11 aprilie 1896. La gimnastică au participat 71 de concurenți din 9 națiuni (inclusiv 52 din Grecia).

## Medaliați

#### Masculin
| Probă                         | Aur | Argint                                                                                      | Bronz                                                                                     |
| Paralele pe echipe detalii    | Germania (GER) · Konrad Böcker · Alfred Flatow · Gustav Flatow · Georg Hilmar · Fritz Hofmann · Fritz Manteuffel · Karl Neukirch · Richard Röstel · Gustav Schuft · Carl Schuhmann · Hermann Weingärtner | Grecia · Nikolaos Andriakopoulos · Spyros Athanasopoulos · Petros Persakis · Thomas Xenakis | Grecia · Ioannis Chrysafis · Ioannis Mitropoulos · Dimitrios Loundras · Filippos Karvelas |
| Bară pe echipe detalii        | Germania (GER) · Konrad Böcker · Alfred Flatow · Gustav Flatow · Georg Hilmar · Fritz Hofmann · Fritz Manteuffel · Karl Neukirch · Richard Röstel · Gustav Schuft · Carl Schuhmann · Hermann Weingärtner | nu s-a acordat                                                                              | nu s-a acordat                                                                            |
| Sărituri detalii              | Carl Schuhmann · Germania (GER) | Louis Zutter · Elveția (SUI)                                                                | Hermann Weingärtner · Germania (GER)                                                      |
| Cal cu mânere detalii         | Louis Zutter · Elveția (SUI) | Hermann Weingärtner · Germania (GER)                                                        | nu s-a acordat                                                                            |
| Inele detalii                 | Ioannis Mitropoulos · Grecia (GRE) | Hermann Weingärtner · Germania (GER)                                                        | Petros Persakis · Grecia (GRE)                                                            |
| Bară detalii                  | Hermann Weingärtner · Germania (GER) | Alfred Flatow · Germania (GER)                                                              | nu s-a acordat                                                                            |
| Paralele detalii              | Alfred Flatow · Germania (GER) | Louis Zutter · Elveția (SUI)                                                                | nu s-a acordat                                                                            |
| Cățărarea pe frânghie detalii | Nikolaos Andriakopoulos · Grecia (GRE) | Thomas Xenakis · Grecia (GRE)                                                               | Fritz Hofmann · Germania (GER)                                                            |

## Clasament pe medalii
| Loc   | Țară     | Aur | Argint | Bronz | Total |
| ----- | -------- | --- | ------ | ----- | ----- |
| 1     | Germania | 5   | 3      | 2     | 10    |
| 2     | Grecia   | 2   | 2      | 2     | 6     |
| 3     | Elveția  | 1   | 2      | 0     | 3     |
| Total | Total    | 8   | 7      | 4     | 19    |